# Talk Talk (Charli XCX)
Talk Talk è un singolo della cantante britannica Charli XCX, pubblicato il 12 settembre 2024 come secondo estratto dal primo album di remix Brat and It's Completely Different but Also Still Brat.

## Pubblicazione
La versione originale del brano è stata pubblicata da Charli XCX il 7 giugno 2024, quinta traccia in ordine di apparizione nel suo sesto album in studio Brat, scritta dalla cantante in onore del suo fidanzato George Daniel. Una versione remixata in stile house-eurodance, con la partecipazione del cantautore australiano Troye Sivan e una parte parlata non accreditata di Dua Lipa, è stata pubblicata il 12 settembre 2024 ed ha anticipato l'uscita dell'album di remix Brat and It's Completely Different but Also Still Brat. Il remix ha sancito la terza collaborazione tra XCX e Sivan.

## Tracce
Versione originale
Testi e musiche di Charlotte Aitchison, Alexander Guy Cook, Styalz Fuego, Ross Matthew Birchard.
1. Talk talk – 2:42

Versione remix
1. Talk talk featuring Troye Sivan (feat. Troye Sivan) – 2:53

## Classifiche
| Classifica (2024) | Posizione massima |
| ----------------- | ----------------- |
| Australia         | 14                |
| Canada            | 66                |
| Irlanda           | 62                |
| Regno Unito       | 24                |
| Stati Uniti       | 74                |